# Ніколоз Кутателадзе
Ніколоз Кутателадзе (груз. ნიკოლოზ ქუთათელაძე, нар. 19 березня 2001, Тбілісі, Грузія) — грузинський футболіст, нападник російського клубу «Парі Нижній Новгород».

## Ігрова кар'єра

### Клубна
Ніколоз Кутателадзе народився у Тбілісі але вже у 2009 році разом з родиною перебрався до Чехії, де і почав займатися футболом у школі столичної «Спарти». В Чехії Ніколоз провів два роки, після чого переїхав до Франції, де проходив вишкіл в академіях клубів «Лілль» та «Парі Сен-Жермен».
Та пробитися до основи у французькому клубі Кутателадзе не зумів і восени 2018 року приїхав до Росії, де вільним агентом приєднався до клубу «Анжи», який покинув через три місяці через фінансові негаразди клуба. У 2019 році футболіст підписав контракт з московським «Спартаком». Але в основі «червоно-білих» нападник не провів жодного матчу, виступаючи лише у складі «Спартак-2».
І влітку 2022 року футболіст знову приїхав до Франції, де уклав дворічну угоду з клубом «Родез». Але вже за рік його контракт викупив російський «Парі Нижній Новгород», з яким нападник підписав новий контракт терміном на три роки. 15 вересня 2023 року Кутателадзе дебютував у чемпіонаті Росії, коли у матчі проти московського «Динамо» вийшов на заміну на 82 хвилині і через 6 хвилин відмітився забитим голом.

### Збірна
У 2017 році Ніколоз Кутателадзе провів п'ять матчів у складі юнацької збірної Грузії (U-17).